# Cis nudipennis
Cis nudipennis är en skalbaggsart som beskrevs av Perkins 1931. Cis nudipennis ingår i släktet Cis och familjen trädsvampborrare. Inga underarter finns listade i Catalogue of Life.